# Danmark Fjord
Il Danmark Fjord è un fiordo nel nord della Groenlandia; la sua sponda orientale fa parte della Terra di Re Federico VIII e sbocca a nord nel Mare Glaciale Artico; questo fiordo ha la bocca in comune con l'Independence Fjord. Appartiene al Parco nazionale della Groenlandia nordorientale.